# Lin Jiancheng
Lin Jiancheng (chinesisch 林建成, * 2. Februar 1939) ist ein chinesischer Badmintonspieler. 

## Karriere
Lin Jiancheng wurde mehrfach chinesischer Meister im Herrendoppel. Bei den GANEFO-Spielen 1963 wurde er Zweiter im Doppel. 1965 siegte er bei den chinesischen Nationalspielen im Herrendoppel mit Wu Junsheng und mit dem Herrenteam von Fujian. Bei den Denmark Open im Oktober 1965 wurde er Zweiter im Mixed. Später war er als Badmintontrainer und -funktionär aktiv.